# Hypopterygium vriesei
Hypopterygium vriesei là một loài Rêu trong họ Hypopterygiaceae. Loài này được Bosch & Sande Lac. mô tả khoa học đầu tiên năm 1861.